# Sarapuí
Sarapuí este un oraș în São Paulo (SP), Brazilia.